# Корень всех зол?
«Корень всех зол?» (англ. The Root of All Evil?) — документальный фильм о религии, рассматривающий религию критически. Ведущий и сценарист Ричард Докинз ставит под сомнение полезность и рациональность религии. Он беседует с рядом как радикальных (Юсуф Аль-Хаттаб, Тед Хаггард), так и умеренных (Ричард Харрис, Гершель Глюк) религиозных деятелей, с атеистами в американской глубинке и с представителями научного сообщества.

## Сюжет

### Часть первая. Бог как иллюзия.
Посещение Лурда, интервью со священником о предполагаемых исцелениях. Сопоставление науки и религии; их объяснения многообразия жизни. Визит в Колорадо-Спрингс, беседа с пастором Т. Хаггардом об эволюции, беседа с группой неверующих о их положении в США. Посещение Иерусалима: отображение религиозного конфликта вокруг Храмовой горы, беседа с принявшим ислам евреем из США, остро критикующим западное общество за безнравственность. Демонстрация нецелесообразности религии с применением аналогии с чайником Рассела.

### Часть вторая. Вирус веры.
Докинз обсуждает роль веры в образовании с раввином Г. Глюком и учителем-креационистом Хоксом. Беседы с психологом Дж. Майтон и пастором К. Робертсом о влиянии на детей страха перед адом. Критика Библии как основы для морали; интервью с М. Бреем, сторонником смертной казни за прелюбодеяние. Беседа с Р. Харрисом, умеренным англиканином. Беседы о нерелигиозной морали и утверждение Докинзом плодотворности атеизма и научного видения мира.